# 너와 어디론가 가고 싶어
〈너와 어디론가 가고 싶어〉(君とどこかへ行きたい)는 HKT48의 14번째 싱글이다.